# Arvid Knöppel (skytte)
Johan Arvid Konstantin Knöppel (7. marts 1867 i Stockholm – 8. marts 1925 i Bad Nauheim) var en svensk skytte som deltog i OL 1908 i London.
Knöppel blev olympisk mester i skydning under OL 1908 i London. Han vandt
holdkonkurrencen i Enkelt skud, løbende hjort. De andre på holdet var Alfred Swahn, Ernst Rosell og Oscar Swahn.
Far til billedhuggeren Arvid Knöppel som deltog i OL 1932 i Los Angeles.